# 트로츠키 암살
트로츠키 암살(The Assassination Of Trotsky)은 이탈리아에서 제작된 조셉 로지 감독의 1972년 영화이다. 리차드 버튼 등이 주연으로 출연하였고 조셉 로지 등이 제작에 참여하였다.

## 출연

### 주연
- 리차드 버튼
- 알랭 들롱

### 조연
- 로미 슈나이더
- 발렌티나 코르테스
- 엔리코 마리아 살레노
- 루이지 반누치
- 두일리오 델 프레트